# Cymindis alutacea
Cymindis alutacea es una especie de coleóptero de la familia Carabidae.

## Distribución geográfica
Habita en Cabo Verde.